# فرانسيسكو فيتو
فرانسيسكو فيتو (بالإيطالية: Francesco Vito)‏ هو اقتصادي إيطالي، ولد في 21 أكتوبر 1902 في Pignataro Maggiore ‏ في إيطاليا، وتوفي في 6 أبريل 1968 في ميلانو في إيطاليا.